# Highland Lake, Alabama
Highland Lake là một thị trấn thuộc quận Blount, tiểu bang Alabama, Hoa Kỳ. Dân số năm 2009 là 506 người, mật độ đạt 120 người/km².